# Erisphex pottii
Erisphex pottii är en fiskart som först beskrevs av Steindachner, 1896.  Erisphex pottii ingår i släktet Erisphex och familjen Aploactinidae. IUCN kategoriserar arten globalt som livskraftig. Inga underarter finns listade i Catalogue of Life.